# Surt

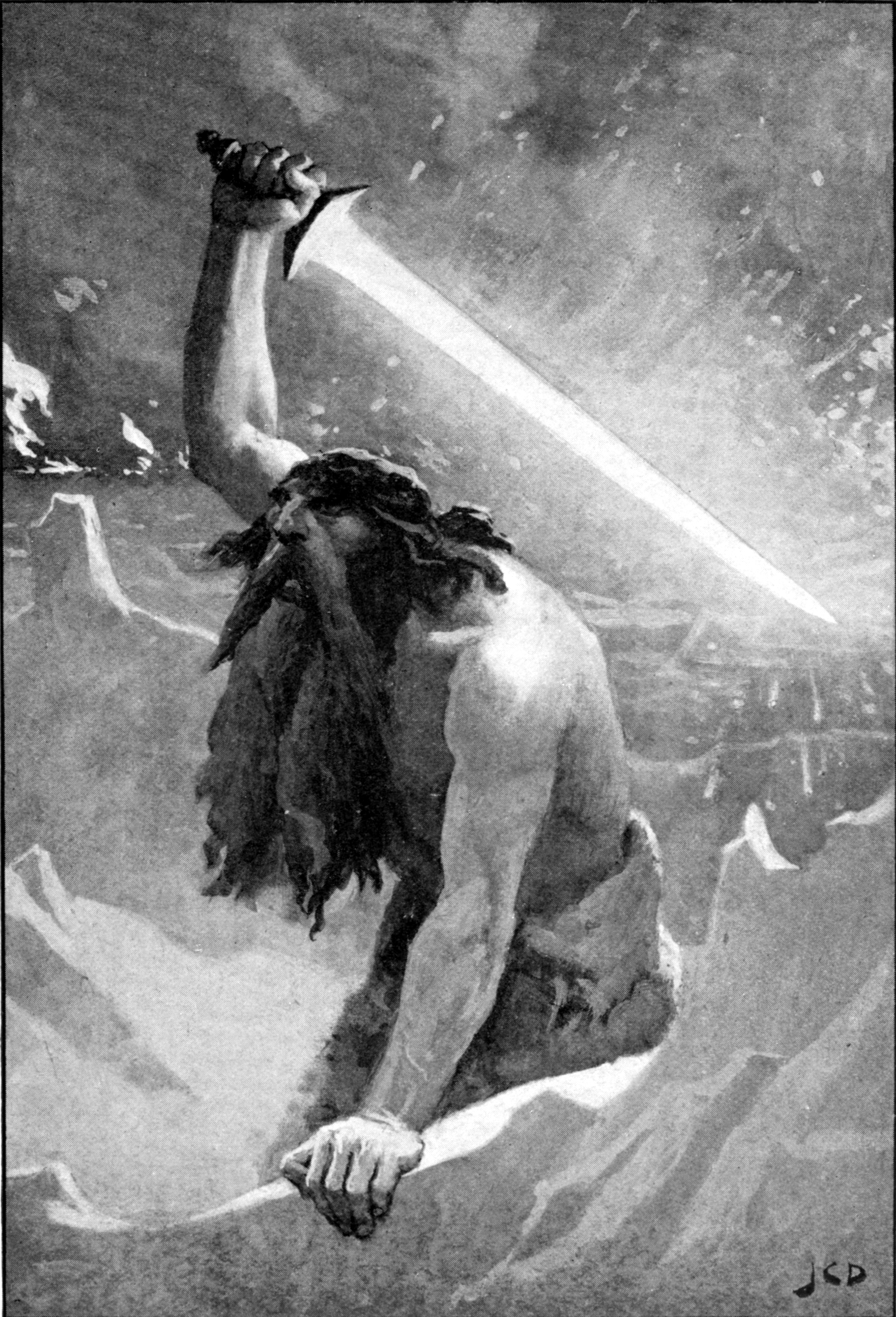
Gigant cu sabie de foc (1909) de John Charles Dollman

În mitologia nordică, Surt sau Surtr (în limba nordică veche negru sau negricios) este un Jotun (gigant), care apare în poezia „Edda”, elaborată în secolul al XIII-lea de surse tradiționale anterioare și în proza Edda, redactată în secolul al XIII-lea de către Snorri Sturluson. În ambele surse, Surtr este prezis ca fiind o figură majoră în timpul evenimentelor din Ragnarok: transportă sabia strălucitoare de foc, merge pentru a lupta împotriva lui Aesir, duce lupta cu zeul major Freyr, iar flăcările pe care el le poartă mai departe vor devora Pământul.
Acest articol referitor la mitologia nordică  este deocamdată un ciot. Puteți ajuta Wikipedia prin completarea lui!